# El Colorado, Formosa
El Colorado är en ort i Argentina.   Den ligger i provinsen Formosa, i den nordöstra delen av landet, 900 km norr om huvudstaden Buenos Aires. El Colorado ligger 86 meter över havet och antalet invånare är 12 780.
Terrängen runt El Colorado är mycket platt. Det finns inga andra samhällen i närheten.
Omgivningarna runt El Colorado är huvudsakligen savann. Runt El Colorado är det glesbefolkat, med 8 invånare per kvadratkilometer.